# Ишхан (рыба)
Ишха́н (арм. իշխան, [iʃˈχɑn]), или сева́нская форе́ль, или гокчинская форе́ль (лат. Salmo ischchan; арм. Իշխան ձուկ) — вид семейства лососёвых, эндемик Армении.

## История исследования
В 1888 году Е. Г. Вейденбаум в своём Путеводителе по Кавказу отмечал, что в Севане обитают ценные и свойственные только данному озеру виды форели. У местного населения они были известны как «ишхан» и «гегаркуни».
В 1895 году Пётр Надеждин отмечал что рыба из Севана знаменита во всём Закавказском крае, а лучшая из неё это рыба Ишхан. Описывая рыбу, он отмечал что ишхан относится к форелевым, имеет тёмно-сизый цвет с чёрными пятнами, красное мясо и отличный вкус. Сама же ловля рыбы в озере стоила 10 тысяч рублей в год.

## Подвиды

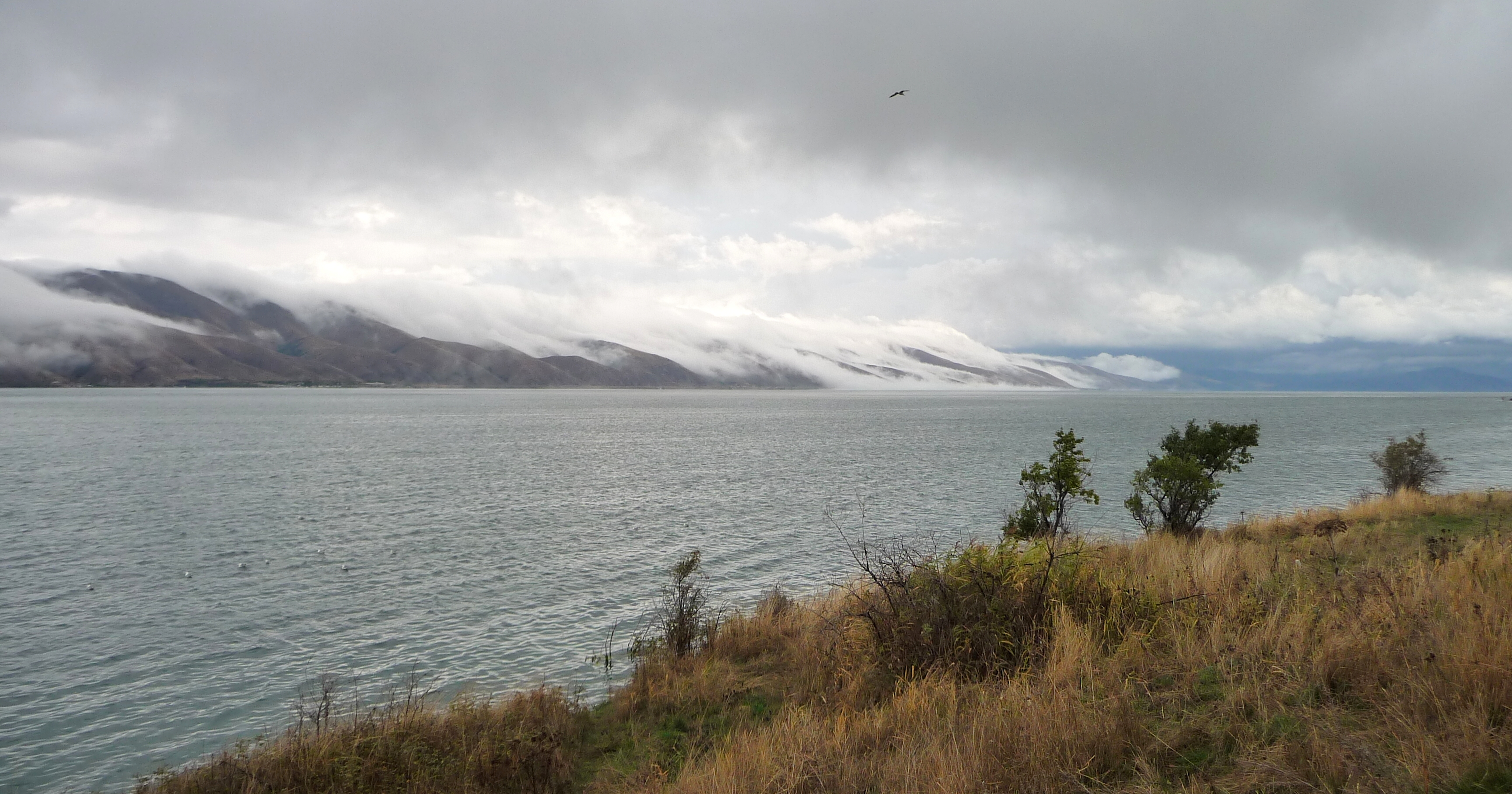
Севан — место обитания Ишхана

Ишхан образует 4 подвида, (иногда к нему ошибочно приписывают 5-й — алабалах) различающихся временем и местом нереста, а также скоростью роста: зимний бахтак и боджак — озёрные рыбы, летний бахтак и гегаркуни — проходные рыбы. Ишхан — самая крупная форель, встречавшаяся в СССР: зимний бахтак достигает 90 см (бывали случаи ловли зимнего бахтака длиной до 104 см), весит до 17 кг. Подвиды, главным образом, питаются обитающими у дна рачками-бокоплавами. Ишхан — основная промысловая рыба озера Севан. В уловах преобладают рыбы в возрасте 4—6 лет (длиной 28—33 см, массой 340—560 г). Секвенирование генома современных и вымерших подвидов ишхана показало происхождение севанской форели из Каспия.

### Зимний бахтак(Salmo danilewskii)
Зимний бахтак — самый большой представитель вида севанской форели. В боковой линии от 104 до 119 чешуек, жаберных тычинок 16—20. В возрасте 4—5 лет зимний бахтак созревает.
Во время нагула бахтак серебристо-белый с темной, стального цвета спиной. Малочисленный тёмные пятна окружены светлым ободком. Самцы к нересту темнеют, плавники их становятся почти черными, светлый ободок на черных пятнах выделяется очень резко, а на боках тела появляются 2—3 красных пятна. Самки меняются мало, откладывают икру в самом озере (около 4 тысяч икринок).
После падения уровня Севана почти все основные нерестилища зимнего бахтака оказались на берегу. Сейчас он встречается очень редко, в основном в районах сохранившихся нерестилищ. До понижения уровня вод Севана промысловый запас зимнего ишхана составлял около 1,5 млн особей.

### Гегаркуни(Salmo ischchan gegarkuni)

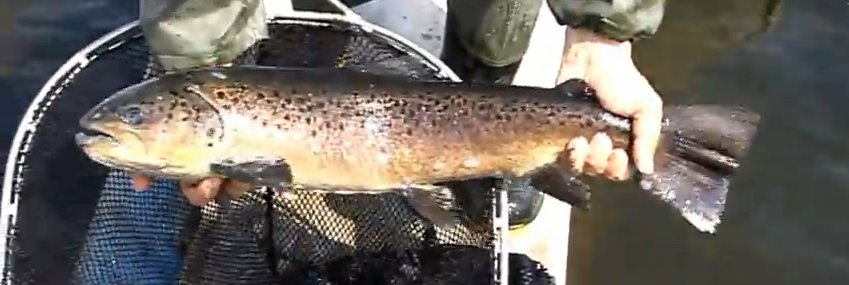
Гегаркуни (Salmo ischchan gegarkuni)

Гегаркуни — проходная форма форелей Севана. На теле молоди темные поперечные полосы и коричнево-желтые и красные пятна. Особи старше года нагуливаются в озере. Окраска сходна с окраской зимнего ишхана, но кажется несколько темнее из-за более крупных и чаще расположенных пятен, встречаются особи весом до 16 кг. Гегаркуни питается не только бентосом, как его сородичи, но и зоопланктоном. Размножается гегаркуни исключительно в речках, у их истоков.
До понижения уровня вод Севана промысловый запас гегаркуни составлял около 1,6 млн особей.
Некоторая часть молодняка гегаркуни не скатывается в озеро, и превращается в жилую форму, подобную ручьевой форели, которую называют алабалах (аналогично ситуации с озерной кумжей и европейской ручьевой форелью).

### Летний бахтак(Salmo ischchan aestivalis)
Летний бахтак откладывает икру весной и летом во впадающие в озеро речки и в самом озере, в предустьевых участках. Размер летнего бахтака достигает до 55 см в длину, масса — 1,9 кг, число чешуй в боковой линии 105—117.
Рыба созревает в возрасте от 2 до 7 лет, она менее плодовитая, чем зимний бахтак: откладывает в среднем 1200 икринок на грунте из гравия и гальки. На боках тела у летнего ишхана нередко встречаются красные пятна. До середины 1940-х годов промысловый запас этой формы оценивался в 1,7 млн особей, к 1960-м годам — в 0,8 млн особей, в настоящее время — она равна нескольким тысячам экземпляров.

### Боджак(Salmo ischchan danilewskii)
Боджак — самый маленький по размеру представитель севанской форели: длина его тела не превышает 33 см, масса 224 г. Средняя длина этих рыб — 24—26 см. У самцов боджака, особенно у мелких, на боках нередко встречаются красные пятна. Нерестится боджак только в озере, в 3—4-летнем возрасте. В отличие от остальных подвидов ишхана, боджак не строит гнезд, а разбрасывает свою икру по дну озера, на глубинах от 0,5 до 15 м в октябре — ноябре при температуре 10°С.
Главные отличительные особенности боджака — большой глаз, короткое рыло, узкий лоб, короткие основания спинного и анального плавников, меньшее по сравнению с другими расами число жаберных тычинок (15—20). Боджак никогда не воспроизводится искусственным путём. До понижения уровня вод Севана промысловый запас зимнего ишхана составлял около 1,5 млн особей.

## Численность и природоохранный статус
В связи со снижением уровня воды Севана и внесения в него не присущих для экосистемы озера рыб (сиг, карась обыкновенный, узкопалый рак) условия размножения ишхана ухудшились. Значительная роль в воспроизводстве ишхана играет разведение его на рыбоводных заводах. В настоящий момент[когда?]

 севанская форель внесена в Красную книгу Армении под I категорией.

## Распространение
Естественный ареал рыбы преобладает в бассейне озера Севан и близ текущих реках, однако в 1930-х годах ишхан Гегаркуни был искусственно переселён в соленое озеро Иссык-Куль в Киргизии, где успешно прижился и составил конкуренцию другим видам рыб.